# Tabanus nigroides
Tabanus nigroides är en tvåvingeart som beskrevs av Wang 1987. Tabanus nigroides ingår i släktet Tabanus och familjen bromsar. Inga underarter finns listade i Catalogue of Life.